# Brachystelma stenophyllum
Brachystelma stenophyllum là một loài thực vật có hoa trong họ La bố ma. Loài này được (Schltr.) R.A.Dyer mô tả khoa học đầu tiên năm 1971.